# ŽBK Dinamo Moscú

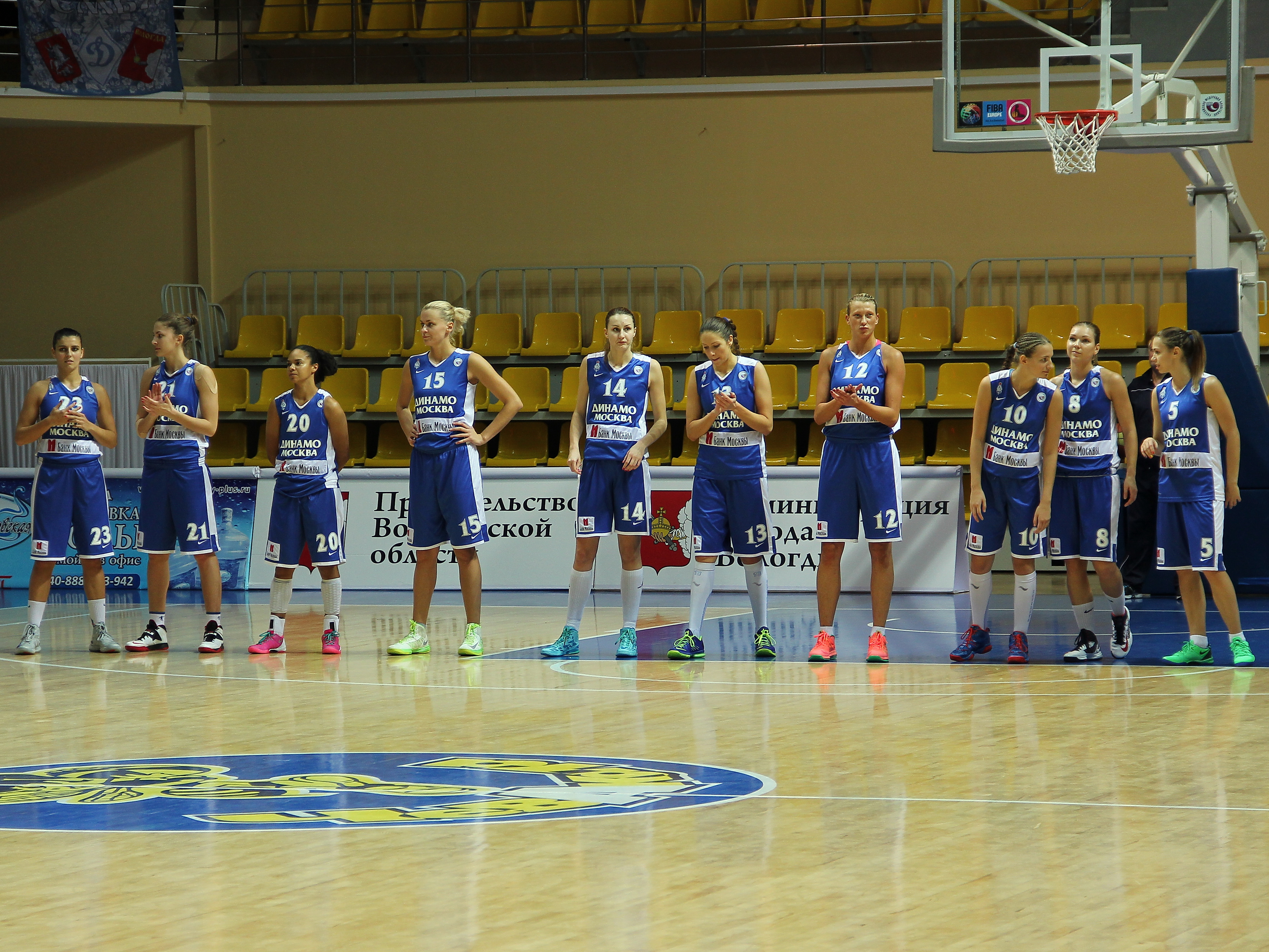
Rusia, club de baloncesto femenino «Dinamo» (Moscú)

El ZBK Dinamo Moscú es un equipo ruso femenino de baloncesto. 
Es uno de los clubes en activo más antiguos de este modalidad; fue fundado en 1923 junto a las demás secciones originales del Dinamo Moscú (baloncesto masculino, bandy, esgrima, fútbol, tiro y waterpolo). Ganaron las primeras seis ediciones del campeonato soviético, entre 1937 y 1945 (con una interrupción de 3 años por la invasión nazi) y cinco títulos más entre 1948 y 1958. Posteriormente no lo volvieron a ganar. En 1958 jugaron la primera final de la historia de la Copa de Europa, pero la perdieron. 
Resurgieron a finales de los años 90, ganando cuatro ligas rusas seguidas. Desde entonces no han vuelto a ganar la liga, pero han destacado en la Eurocopa, la segunda competición europea de la FIBA, donde han ganado las tres finales que han jugado, en 2007, 2013 y 2014; son el equipo más laureado de la competición y el único que ha revalidado el título.

## Títulos
- 3 Eurocopas de la FIBA: 2007, 2013, 2014
- 11 Ligas de la URSS: 1937, 1938, 1939, 1940, 1944, 1945, 1948, 1950, 1953, 1957, 1958
- 4 Ligas de Rusia: 1998, 1999, 2000, 2001

### Finales europeas
- Copa de Europa 1958-59: La perdieron contra el Slavia Sofia por 84-97 en el cómputo global
- Eurocopa de la FIBA 2006-07: La ganaron contra el CA Faenza por 137-130 (C.G.)
- Eurocopa de la FIBA 2012-13: La ganaron contra el Kayseri Kaski por 136-135 (C.G.)
- Eurocopa de la FIBA 2013-14: La ganaron contra el Dynamo Kursk por 158-150 (C.G.)

## Plantilla 2013-14
- Bases
  - Ekaterina Fedorenkova (1,78), Tatiana Grigorieva (1,76),  Lindsay Whalen (1,75)
- Escoltas
  -  Ana Dabovic (1,83), Tatiana Abrikosova (1,79), Olga Novikova (1,79),  Kristi Toliver
- Aleros
  - Veronika Dorosheva (1,88), Anastasia Loginova (1,87), Irina Sokolovskaya (1,87)
- Ala-Pívots
  - Tatiana Vidmer (1,91)
- Pívots
  - Nadezhda Grishaeva (1,95),  Tina Charles (1,93)